# Jan (Purić)
Jan, imię świeckie Mladen Purić (ur. 6 czerwca 1965 w Mijači) – serbski biskup prawosławny.

## Życiorys
W 1985 ukończył seminarium duchowne św. Sawy w Belgradzie. Studia teologiczne kontynuował na Uniwersytecie Belgradzkim, gdzie w 1996 obronił pracę dyplomową ze specjalności bizantynologia. Do 1990 był wykładowcą seminarium, którego był absolwentem. W 1991 wstąpił do monasteru Tronoši jako posłusznik. 17 czerwca 1992 w cerkwi Trójcy Świętej w monasterze Ostrog złożył wieczyste śluby mnisze przed biskupem Atanazym (Jevticiem). Ten sam duchowny 18 czerwca 1992 w cerkwi Wprowadzenia Matki Bożej do Świątyni w tymże klasztorze wyświęcił go na hierodiakona. 14 stycznia 1995 hierodiakon Jan przyjął święcenia kapłańskie z rąk patriarchy serbskiego Pawła w monasterze Mileševa.
W 2001 został przełożonym monasteru Ostrog. Podjął również pracę wychowawcy i wykładowcy w seminarium św. Piotra Cetyńskiego działającym przy klasztorze. W 2004 został wyświęcony na biskupa pomocniczego metropolii Czarnogóry i Przymorza. W 2011 Sobór Biskupów Serbskiego Kościoła Prawosławnego wyznaczył go na ordynariusza eparchii Nišu.
Jest autorem kilkuset artykułów teologicznych, zajmuje się przekładem tekstów Ojców Kościoła na język serbski. Współpracował z metropolitalnym radiem Święta Góra, jest współautorem encyklopedii Czarnogóry. Zajmuje się również śpiewem, wydał płytę CD i kasetę.
W 2016 Sobór Biskupów Serbskiego Kościoła Prawosławnego usunął go z katedry.